# Iso Kivijärvi (sjö i Suomussalmi, Kajanaland, Finland)
Iso Kivijärvi eller Kivijärvi är en sjö i Finland. Den ligger i kommunen Suomussalmi i landskapet Kajanaland, i den centrala delen av landet, 500 km norr om huvudstaden Helsingfors. Iso Kivijärvi ligger 186,3 meter över havet. I omgivningarna runt Iso Kivijärvi växer i huvudsak barrskog. Den är 3,7 meter djup. Arean är 48,3 hektar och strandlinjen är 3,81 kilometer lång. Sjön  ingår i Uleälvens huvudavrinningsområde. 